# Anders Olsson
Anders Olsson (20 januari 1981) is een Zweedse schaker. Hij is, sinds 2003, een internationaal meester (IM).  

## Schaakcarrière
In 1997 won hij het open Zweedse Juniorenkampioenschap in Visby, in 1998 het Zweedse Juniorenkampioenschap in Ronneby en in 2000 in Örebro. 
Per november 2002 hat hij de normen behaald die noodzakelijk zijn voor de titel internationaal meester, maar de verlening van de titel kwam pas in oktober 2003 omdat hij toen ook de noodzakelijke Elo-rating van 2400 had gepasseerd. 
Voor het Zweedse B-team nam hij in 2005 deel aan de Europese schaakkampioenschappen voor landenteams in Göteborg. 
In juli 2005 werd Olsson met 5 pt. uit 13 ronden tiende in het toernooi om het kampioenschap van Zweden, gehouden in Göteborg; Stellan Brynell werd met 9 punten uit 13 ronden kampioen.  
Hij wordt aangemerkt als 'inaktief', omdat hij sinds seizoen 2010/11, van de Zweedse schaakcompetitie, geen partij meer gespeeld heeft die valt onder het Elo-systeem. Zijn hoogst behaalde rating was 2426, van oktober 2003 tot september 2004.  

### Schaakverenigingen
Hij speelt voor schaakvereniging SK Rockaden Stockholm. Hiermee werd hij kampioen van Zweden in 2001, 2004, 2005, 2008 en 2009, en nam hij deel aan de European Club Cup in 2001, 2005 en 2008. In 2005 had hij in Saint Vincent (Italië) zijn beste resultaat bij een European Club Cup: met 4.5 pt. uit 6 partijen had hij een Elo-prestatie van 2607.